# Fundasaun Mahein

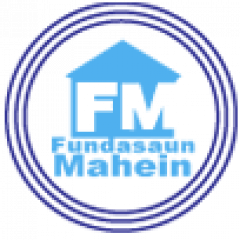
Logo der Fundasaun Mahein

Die Fundasaun Mahein (FM, deutsch Stiftung Wächter) ist eine osttimoresische Nichtregierungsorganisation. Sie hat ihren Sitz in der Rua da Felicidade (Aldeia Bairo Central, Suco Gricenfor, Verwaltungsamt Nain Feto, Gemeinde Dili) in der Landeshauptstadt Dili und wurde 2009 gegründet. Die Fundasaun Mahein ist überparteilich, will den demokratischen Prozess stärken und dauerhafte Lösungen für Herausforderungen zum Thema Sicherheit finden.

## Angehörige
Gründer sind der osttimoresische Aktivist Nélson Belo und der ehemalige Mitarbeiter der kanadischen Botschaft Edward Rees-Belo fungiert auch als Exekutivdirektor. Direktor für Finanzen und Verwaltung ist Abel Amaral und Advinda Simoa. L. Freitas arbeitet als Administrator und Finanzexpertin.

## Arbeit

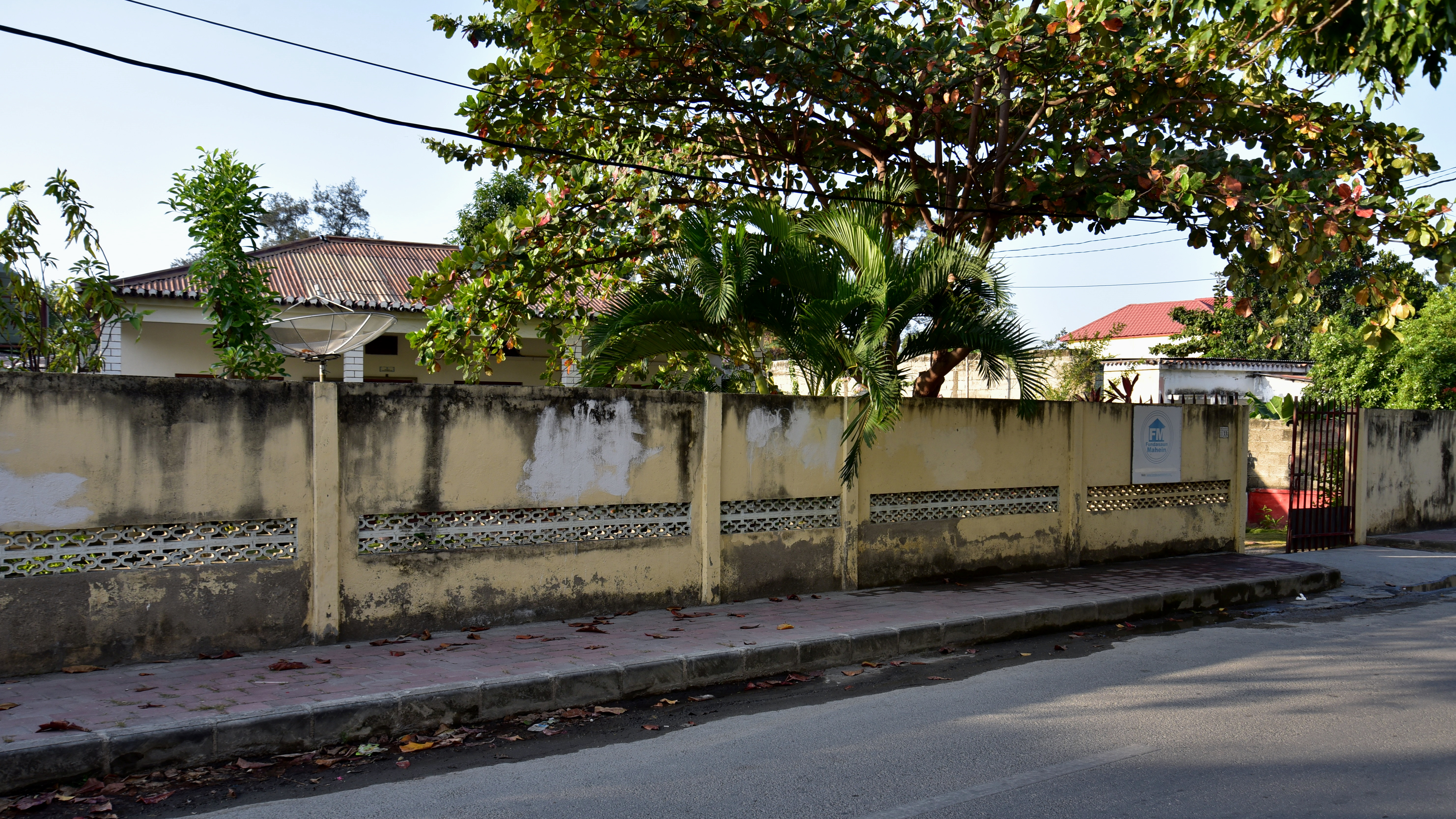
Gebäude der Fundasaun Mahein in Dili (2023)

Die Stiftung betreibt Forschung und Forschung und Lobbyarbeit zur Förderung der Demokratisierung und Entwicklung der staatlichen Institutionen des Landes, damit alle Bürger das Recht auf ein Leben frei von Gewalt und Unsicherheit genießen können. Aus ihrer Sicht sollen die staatlichen Institutionen das Recht aller Bürger garantieren, frei von Gewalt und Unsicherheit zu leben.
Durch die Beteiligung der Bürger sollen Legitimität und die Kapazitäten des Sicherheitssektors gestärkt werden, um die Osttimoresen besser schützen zu können. Veröffentlichungen sollen Informationen, Analysen und politische Empfehlungen bereitstellen, um die politische Beteiligung zu erleichtern. Öffentliche Diskussionen über die Entwicklung des Sicherheitssektors sollen zu konkreten Verbesserungen führen und so die Legitimität der Sicherheitskräfte stärken. Dafür soll der entsprechende Raum für Diskussionen geschaffen werden, um Debatten im Zusammenhang mit der Überwachung und zivilen Steuerung des Sicherheitssektors führen zu können. Die Fundasaun Mahein berichtet und kommentiert Politik, Gesetzgebung und Budgets in diesem Themengebiet, entweder in kurzen Blog-Beiträgen oder längeren Beiträgen auf ihrer Homepage. Außerdem werden die Medien informiert.
Das zweite Ziel der Arbeit ist der Aufbau eines öffentlichen Informationsarchivs zum Sicherheitssektor für Bürger und Forscher. Auch hier dient die Homepage als Plattform. Sie stellt zudem digitalisierte Nachrichtenartikel zur Verfügung. Drittens soll die Zivilgesellschaft in dem Bereich gestärkt werden. Die Stiftung gibt Informationen an andere Nichtregierungsorganisationen weiter und führt Schulungen durch. Ein zivilgesellschaftliches Netzwerk soll sich mit Fragen zu dem Bereich Sicherheit befassen.
Die Fundasaun Mahein verfolgt dabei fünf Grundsätze:
1. Zivile Aufsicht. Die Sicherheitskräfte sollten dem Willen des Volkes Osttimors dienen, der durch die demokratisch gewählte Regierung zum Ausdruck kommt. Der Sicherheitssektor muss alle rechtlichen und politischen Anordnungen der zivilen Exekutive befolgen.
2. Rechtsstaatlichkeit. Die Fundasaun Mahein ist der Auffassung, dass keine Person in Osttimor ungestraft handeln darf. Alle Bürger, insbesondere die des Sicherheitssektors, müssen sich an die Rechtsstaatlichkeit halten.
3. Nationale Sicherheitspolitik. Die Stiftung fordert die Regierung auf, ein Nationales Sicherheitskonzept für das Land zu veröffentlichen, das eine Liste von Aufgaben enthält, die der Sicherheitssektor erfüllen muss, um auf spezifische Bedrohungen zu reagieren. Dieses Dokument solle eine öffentliche Diskussion über Sicherheitsfragen ermöglichen.
4. Zuteilung von Ressourcen. Die Fundasaun Mahein ist der Ansicht, dass die Sicherheitspolitik, das Personal und die Haushaltsmittel den Aufgaben des Sicherheitssektors angemessen sein müssen.
5. Professionalität und Disziplin. Die Sicherheitsinstitutionen haben die Aufgabe, die Bevölkerung des Landes zu schützen. Die Stiftung setzt sich für die höchsten Standards in Bezug auf Professionalität und Disziplin ein.